# 이규명
이규명(1934년 7월 21일 ~ 1988년)은 대한민국의 법조인으로 경복고등학교 졸업하고 서울대학교 법과대학에서 수학하였다. 1962년 14회 고등고시사법과 합격하여 검사로 근무하였다.
1971년 제1차 사법 파동 당시 사건의 단초를 제공하였다. 이후 춘천지방검찰청 원주지청장, 서울지방검찰청 의정부지청장을 지냈다. 1987년 변호사로 개업하였고 1988년 사망하였다.

## 주요 사건
- 1971년 제1차 사법 파동의 단초 제공
- 1974년 6월 15일 민청학련, 인혁당 1심 공판 군검찰관
- 1986년 오대양 종합건설 부도 사건을 맞아 강정용(대표이사) 구속기소하였다.
- 1986년 서울대 구국학생연맹 및 자민투 사건을 맡아 정대화외 86명 구속기소하였다.
- 1987년 고려대 애국청년학도회 사건을 맡아 이종민외 28명 구속기소하였다.